# エッカーンフェルデの戦い
エッカーンフェルデの戦い（独：Gefecht bei Eckernförde）は、第一次シュレースヴィヒ＝ホルシュタイン戦争（1848年-1851年）の間の1849年4月5日に発生した戦闘である。

## 経過
1848年、シュレースヴィヒ公国で内戦が勃発した。エッカーンフェルデ市 (Eckernförde) は、急速にシュレースヴィヒ＝ホルシュタイン公国の支配下に入った。1849年4月5日、戦列艦「クリスチャン8世（Christian VIII)」、帆走フリゲート艦「ゲフィオン（Gefion）」、小型汽走艦「ガイザー（Geiser）」及び「ヘクラ（Hekla）」から構成される艦隊がエッカーンフェルデ湾に進出すると、エッカーンフェルデはデンマーク王国軍の上陸作戦の目標となったのである。
当初、ドイツ連邦軍の指揮下でヴェルナー・フォン・ジーメンスにより沿岸に配置された、16門の大砲を装備する二個の砲兵隊は、いずれも投錨した艦隊を射程に収めることができなかった。4月5日、デンマーク王国艦隊は風向きが悪かったにもかかわらず、町を攻撃した。その際、「クリスチャン8世」と「ゲフィオン」はドイツ連邦の砲兵隊から砲撃された。湾内では、艦隊の操艦は困難だったのである。一方、ルートヴィヒ・テオドーア・プロイサー  (de:Ludwig Theodor Preußer) 指揮下の砲兵隊は「ゲフィオン」の錨索を撃ち抜くことに成功する。これによって艦隊は、さらにドイツ連邦の砲兵隊の近くに流されることになった。
両艦は操舵不能になるまで射撃を受け、降伏に追い込まれた。降伏後、「クリスチャン8世」は爆発するも、その原因はついに完全に解明されなかった。なお、この時点で乗員の大部分は、陸に逃れて救助されていた。拿捕された「ゲフィオン」は修理の後、「エッカーンフェルデ」と改名されてドイツ連邦海軍に編入された。

## 結果
ザクセン＝コーブルク＝ゴータ公エルンスト2世の名は、ドイツ連邦の部隊の指揮官としてドイツの大衆に他の誰よりも知れ渡り、エドゥアルト・ユリウス・ユンクマン (de:Eduart Julius Jungmann) とルートヴィヒ・テオドーア・プロイサーも軍功によって有名になった。この勝利は、公を「エッカーンフェルデの勝者」として国民的英雄へと押し上げたのである。
デンマーク王国軍の指揮官、フレドリク・アウグスト・パルーダンは、母国の軍法会議で有罪となったが、国王フレデリク7世の温情によって「三ヶ月間の軽度な城塞禁錮」に減刑された。しかしそれ以後、指揮権を与えられることはなかった。この戦いはセンセーショナルな事件とされたものの、軍事的に大きな意義はない。シュレースヴィヒ＝ホルシュタイン両公国の、デンマーク王国全体に対する反乱は二年目に入っていたが、そちらに及ぼした士気への影響の方が重大であった 。プロイセン王国とドイツ連邦が排除された後、シュレースヴィヒ公国とホルシュタイン公国は孤立し、戦争に敗れて独立を失った。

## 個別の典拠
1. ↑  Jean Schoos: Die Orden und Ehrenzeichen des Großherzogtums Luxemburg und des ehemaligen Herzogtums Nassau in Vergangenheit und Gegenwart, Verlag der Sankt-Paulus-Druckerei AG, Luxemburg 1990, ISBN 2-87963-048-7, S. 142-143.
2. 1 2  Gefecht von Eckernförde
3. ↑  Barbara Grabmann: Prozesse der Konstitution kollektiver Identität im Vergleich. Museen in Schottland und Bayern. Tectum Verlag, 2002, ISBN 3-82888-444-X, S. 427.